# Фьёльнир (футбольный клуб)
«Молодёжный клуб „Фьёльнир“» (исл. Ungmennafélagið Fjölnir) — исландский многопрофильный спортивный клуб из Рейкьявика. Наивысшим достижением мужской футбольной команды клуба является первое место в Первой лиге Исландии и последующий выход в Избранную лигу.
Основан в 1988 году как «Молодёжный клуб „Граварвогюр“» (Ungmennafélagið Grafarvogur, UMFG). Для отличия от молодёжного клуба «Гриндавик» (UMFG) переименован во «Фьёльнир».
Домашний стадион — «Экстра вётлюр», расположенный в Рейкьявике в районе Граварвогюр.

## Достижения
- Победитель Первой лиги Исландии (1): 2013